# Saint-Juéry (Lozère)
Saint-Juéry (okcitán nyelven Sant Juèri) község Franciaország déli részén, Lozère megyében. 2011-ben 65 lakosa volt.

## Fekvése
Saint-Juéry a Bès folyó bal partján fekszik, Lozère és Cantal megyék határán, 920 méteres tengerszint feletti magasságban (a községterület magassága 910–1064 m között változik).  Lozère megye legkisebb területű községe. Nyugatról és északról Anterrieux, keletről Fournels, délről Noalhac és Chauchailles községek határolják. A D989-es út köti össze Fournels-lel (4 km) és Chaudes-Aigues-gel.

## Története
A falu a történelmi Gévaudan és Auvergne tartományok határán, az egykori Apcheri báróság  területén fekszik. A 13. században Mercoeur hercegei kastélyt építettek itt, mely a 16. században a Fontanges-hercegek birtoka lett. A Bès folyónál korábban több malom is működött (Moulin de Combayre, Moulin de Bréchet). Saint-Juéry a francia forradalom idején vált önálló községgé, korábban Fournels-hez tartozott. 1944 júniusában a német megszállók felgyújtották a kastélyt és az 1853-ban épült templomot is. A falu lakossága az elvándorlás miatt két évszázad alatt az 1/4-ére csökkent.

### Demográfia
| Év   | Lakosság |
| ---- | -------- |
| 1793 | 250      |
| 1851 | 224      |
| 1876 | 158      |
| 1901 | 164      |
| 1936 | 129      |

| Év   | Lakosság |
| ---- | -------- |
| 1946 | 99       |
| 1954 | 76       |
| 1962 | 68       |
| 1968 | 57       |

| Év   | Lakosság |
| ---- | -------- |
| 1975 | 47       |
| 1982 | 58       |
| 1990 | 67       |
| 1999 | 60       |
| 2010 | 67       |

## Nevezetességei
- A Saint-Maurice-plébániatemplom berendezéséhez egy értékes 18. századi dalmatika tartozik.[4]
- A Bès 1718-ban épült hídjának lábánál áll a megye egyik legrégebbi kőkeresztje – bazaltból faragták a 12. században. 1793-ban a forradalmárok a folyóba dobták, ahonnan csak 1944-ben került elő.
- A temetői kereszt 14-15. századi eredetű.[5]
- A falu házainak nagy része gránitból épült.

## Külső hivatkozások
- Nevezetességek (franciául)